# Bärenschanze
Bärenschanze ist der statistische Bezirk 22 in Nürnberg, benannt nach einer früheren Befestigungsanlage, die während des Dreißigjährigen Krieges entstand.

## Lage
Der Bezirk Bärenschanze liegt an der Fürther Straße. Die Pegnitz ist die nordöstliche Trennlinie zu Sandberg (Bezirk 23). Im Osten grenzen bei der Willstraße Himpfelshof (Bezirk 05) und bei der Kernstraße Gostenhof (Bezirk 04) an. Jenseits des Frankenschnellwegs im Süden liegt Sündersbühl (Bezirk 23). Nordwestlich des Westrings (Bundesstraße 8) liegt Eberhardshof (Bezirk 64).
Die historische Festungsanlage Bärenschanze stand in der Nähe des Himpfelshof. Heute befindet sich dieses Gelände zwischen dem Alten Jüdischer Friedhof, Roon- und Bärenschanzstraße und liegt damit im Statischen Bezirk Himpfelshof und nicht im Statischen Bezirk Bärenschanze.

## Geschichte

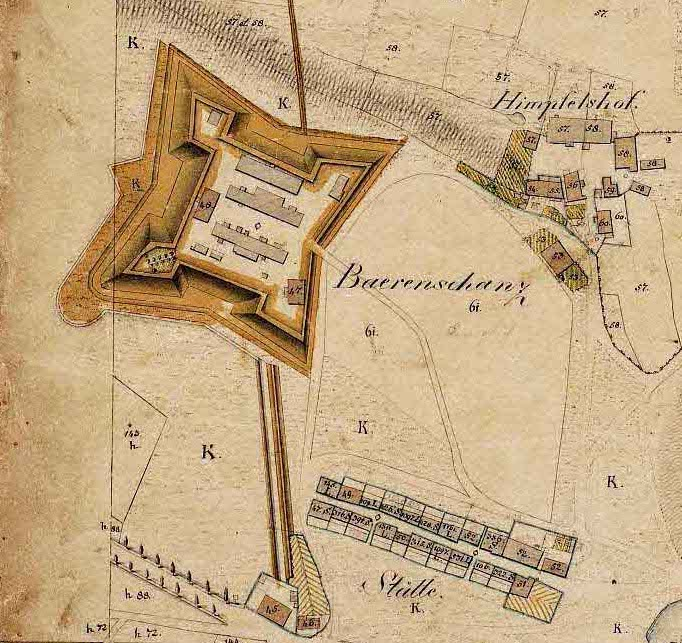
Die einstige Bärenschanze auf dem Ausschnitt einer Katasterkarte, 1811

1632 ließ Gustav Adolf gegen die heranrückenden Truppen Wallensteins einen äußeren Befestigungsring um die Reichsstadt Nürnberg errichten. Westlich Nürnbergs entstand als ein Teil dieser Befestigungsanlagen die Bärenschanze als eine sternförmige Artilleriebastion, die bis circa 1820 bestand. Nach dem Ende des Dreißigjährigen Krieges wurde die Anlage von der Reichsstadt Nürnberg zu einer Kaserne ausgebaut, die während der Koalitionskriege (1792 bis 1815) als Lazarett für die französischen Soldaten genutzt wurde.
Heute existiert nur noch das Kommandanturhaus aus dem Jahre 1721 in der Bärenschanzstraße 8b, das mit einer Loftwohnung belegt ist.
1796 wird das Gebiet um die Bärenschanze preußisch, 1806 bayerisch und am 1. Oktober 1825 im Rahmen des Burgfriedens nach Nürnberg eingemeindet.
Seit 1864 existiert hier der Alte Jüdische Friedhof, der bis 1922 genutzt wurde.
Der Nürnberger Justizpalast mit angrenzendem Zellengefängnis liegt im Nordwesten des Bezirkes 22. Hier fanden nach dem Zweiten Weltkrieg von 1945 bis 1949 die Nürnberger Prozesse statt.